# Parafia Najświętszej Maryi Panny Częstochowskiej w Szumowie
Parafia pw. Najświętszej Maryi Panny Częstochowskiej w Szumowie – rzymskokatolicka parafia należąca do dekanatu Zambrów, diecezji łomżyńskiej, metropolii białostockiej.

## Historia
Powstanie parafii
Parafia św. Antoniego Padewskiego została erygowana w roku 1449. W historii parafii istniało kilka kościołów drewnianych.
Kościół murowany Nawiedzenia NMP był zbudowany w 1867 r. staraniem ks. Tumossa.
XX wiek
W latach 1978–1979 kościół został znacznie powiększony – generalny remont. 26 września 1980 r. kościół został pobłogosławiony przez biskupa łomżyńskiego Mikołaja Sasinowskiego pod nowym tytułem NMP Częstochowskiej, od którego również wzięła swój tytuł parafia.

## Miejsca kultu
Kościół parafialny
Obecny zabytkowy kościół murowany w Szumowie został zbudowany w roku 1867 pw. Nawiedzenia NMP. Gruntowny remont oraz znaczna rozbudowa została przeprowadzona w latach 1978–1979 staraniem ks. Mariana Czerwińskiego, w wyniku czego otrzymał nowy tytuł pw. NMP Częstochowskiej. Kościół został konsekrowany 5 października 1986 r. przez ks. bp.  Juliusza Paetza. 
Za kadencji ks. Józefa Żyłowskiego został odbudowany ołtarz główny oraz został zbudowany ołtarz ku czci św. Faustyny Kowalskiej, a przed kościołem został zbudowany pomnik bł. Jana Pawła II.  
W latach 2011–2013 staraniem ks. Sławomira Grodeckiego został przeprowadzony kolejny remont, tj. osuszenie fundamentów i ścian starszej części kościoła, malowanie elewacji zewnętrznej oraz ułożenie nowej marmurowej posadzki w całym kościele.  
W latach 2013–2014 w ramach kontynuacji remontu świątyni została wykonana kaplica oraz drewniany ołtarz ku czci św. Jana Pawła II. Ołtarz wraz z obrazem został poświęcony 3 maja 2014 r. przez bp Janusza Stepnowskiego. W dalszych planach ks. Grodeckiego jest malowanie ścian wewnątrz świątyni oraz gruntowny remont zabytkowej drewnianej plebanii. 
Kościoły filialne i kaplice
Cmentarz parafialny
Na terenie parafii znajduje się cmentarz grzebalny o powierzchni  3,0 ha w odległości  0,2 km od kościoła.
Plebania
Plebania murowana wybudowana w latach 1974–1976.

## Działalność parafialna
Grupy parafialne
Żywy Różaniec, Chór parafialny „Oktawa”, Katolickie Stowarzyszenie Młodzieży, Ruch rodzin katolickich Ekipe Notre Dame, Dziecięca Schola Parafialna. 

## Proboszczowie (po roku 1925)
- ks. Antoni Dorochowicz (1925–1940)
- ks. Piotr Pianko adm. (1940–1941)
- ks. Eugeniusz Grodzki adm. (1941–1947)
- ks. Jan Żelaźnicki (1947–1962)
- ks. Józef Borawski (1962–1972)
- ks. Franciszek Krajewski (1972–1974)
- ks. Marian Czerwiński (1974–2004)
- ks. kan. Józef Żyłowski (2004–2010)
- ks. kan. dr Sławomir Grodecki (od 2010)

## Zasięg parafii
Do parafii należą wierni z miejscowości:
- Szumowo,
- Szumowo Nowe (2 km),
- Głębocz Wielki (4 km),
- Kaczynek (7 km),
- Kalinowo (4 km),
- Krajewo-Budziły (4 km),
- Ostrożne (5 km),
- Paproć Mała (5 km),
- Pęchratka Polska (7 km),
- Radwany-Zaorze (4 km),
- Rynołty (7 km),
- Srebrna (3 km),
- Srebrny Borek (7 km),
- Stryjki (5 km),
- Wyszomierz Wielki (4 km),
- Zaręby-Jartuzy (3 km),
- Żabikowo Prywatne (2 km),
- Żabikowo Rządowe (2 km),
- Żochowo (7 km).